# Simone Segouin
Simone Segouin, (Thivars, Eure-et-Loir; 3 de octubre de 1925-21 de febrero de 2023) también conocida por su nombre de guerra Nicole Minet fue una luchadora de la antigua Resistencia francesa que formó parte del grupo de los francotiradores y los partisanos. Entre sus primeros actos de resistencia se encuentra el robo de una bicicleta de una administración militar alemana, la cual utilizó para ayudar a llevar mensajes. Continuó formando parte y actuando en misiones a gran escala o peligrosas, como capturar tropas alemanas, descarrilar trenes y volar puentes.
Estuvo presente en la liberación de Chartres el 23 de agosto de 1944, y en la liberación de París dos días después. Fue ascendida a teniente y galardonada con la Croix de guerre. Después de la guerra, se convirtió en enfermera pediátrica. Una calle en Courville-sur-eure lleva su nombre en su honor.

## Biografía
Hija de agricultores, rodeada de tres hermanos, Simone Segouin trabajaba en la granja familiar cuando estalló la Segunda Guerra Mundial. Pero fue en 1944, con dieciocho años, cuando se unió a la Resistencia Francesa.
Su padre, concejal municipal y activo combatiente de la resistencia, tuvo que facilitar a los alemanes una lista de jóvenes del pueblo, desempleadas, susceptibles de atenderlas en el Château de Spoir, en la vecina localidad de Mignières, donde se instalaron. Para que su hija no fuera reclutada, decidió hacerla pasar por costurera. Pero una mañana, los alemanes llegaron a la finca con un montón de ropa para remendar. Atrapada en su propia trampa, Simone tuvo que dejar Thivars y fingió que se iba a trabajar a París con su tía en el Bon Marché.
Fue entonces cuando se incorporó a la Resistencia de Chartres junto a su futuro compañero, el teniente Boursier, con un especial deseo de seguir los pasos de su padre.
“Mi padre había estado en la guerra cuando tenía 14 años y se había alistado a los 18. Fue un gran luchador de la resistencia”, dice ella. “No hablamos de eso, pero él había participado en la liberación del campo de Voves… ¡era realmente un luchador importante de la resistencia! »
La complicidad que entonces lo unió a su padre es única, pues ninguno de sus tres hermanos se unió a la Resistencia. Parece haber estado acunada en el patriotismo desde niña: “Los alemanes eran enemigos… ¡Nosotros éramos franceses! »
Fue entonces, bajo el seudónimo de Nicole Minet, que comenzó su nueva vida. El grupo franc-tireurs et partisans (FTP) al que se unió le proporcionó una tarjeta de identidad válida. Habiendo sido bombardeado el estado civil de Dunkerque, se convirtió como un gran número de combatientes de la resistencia, en una nativa de Dunkerque.
Su primera misión es robar la bicicleta de un mensajero alemán. Mientras esta última está en la oficina de correos de Chartres, Nicole coge su bicicleta que después de ser repintada, se convierte en su vehículo de enlace. Después de muchas misiones entre Châteaudun, Dreux y Chartres, el FTP le ofreció rápidamente tomar las armas.
Luego sigue un entrenamiento muy estricto en el manejo de armas. “Tenías que mostrar tu coraje y tus opiniones. Se convirtió en una de las pocas mujeres en participar en peleas callejeras, lo que le dio un lugar atípico y respetado dentro de la Resistencia. Participó activamente en la liberación de Chartres y sus alrededores. Luego partió con una veintena de compañeros para liberar París. “¡Fue un delirio! » dice de buena gana.
Por su valentía y dedicación, fue condecorada en 1946 con la Croix de Guerre y obtuvo el grado de segundo teniente. A pesar de todo, los honores no formaban parte de sus motivaciones: “¡Yo era una luchadora de la resistencia, eso es todo! »
Después de la guerra, estudió medicina y se convirtió en enfermera pediátrica.
Simone Segouin, fue una mujer de carácter, nunca se casó y sus seis hijos llevan su apellido de soltera.  Estuvo siempre atenta a la actualidad y la política, se mostraba "feliz de saber que los jóvenes no son indiferentes a este período de su vida" y afirmó una y otra vez que hay que "estar orgulloso de sus opiniones" . Si bien hoy, este período de su vida parece muy lejano, Simone Segouin confesó:

“Si tuviera que volver a hacerlo, lo volvería a hacer porque no me arrepiento de nada… No, no me arrepiento. »